# 宜昌汽车客运中心站

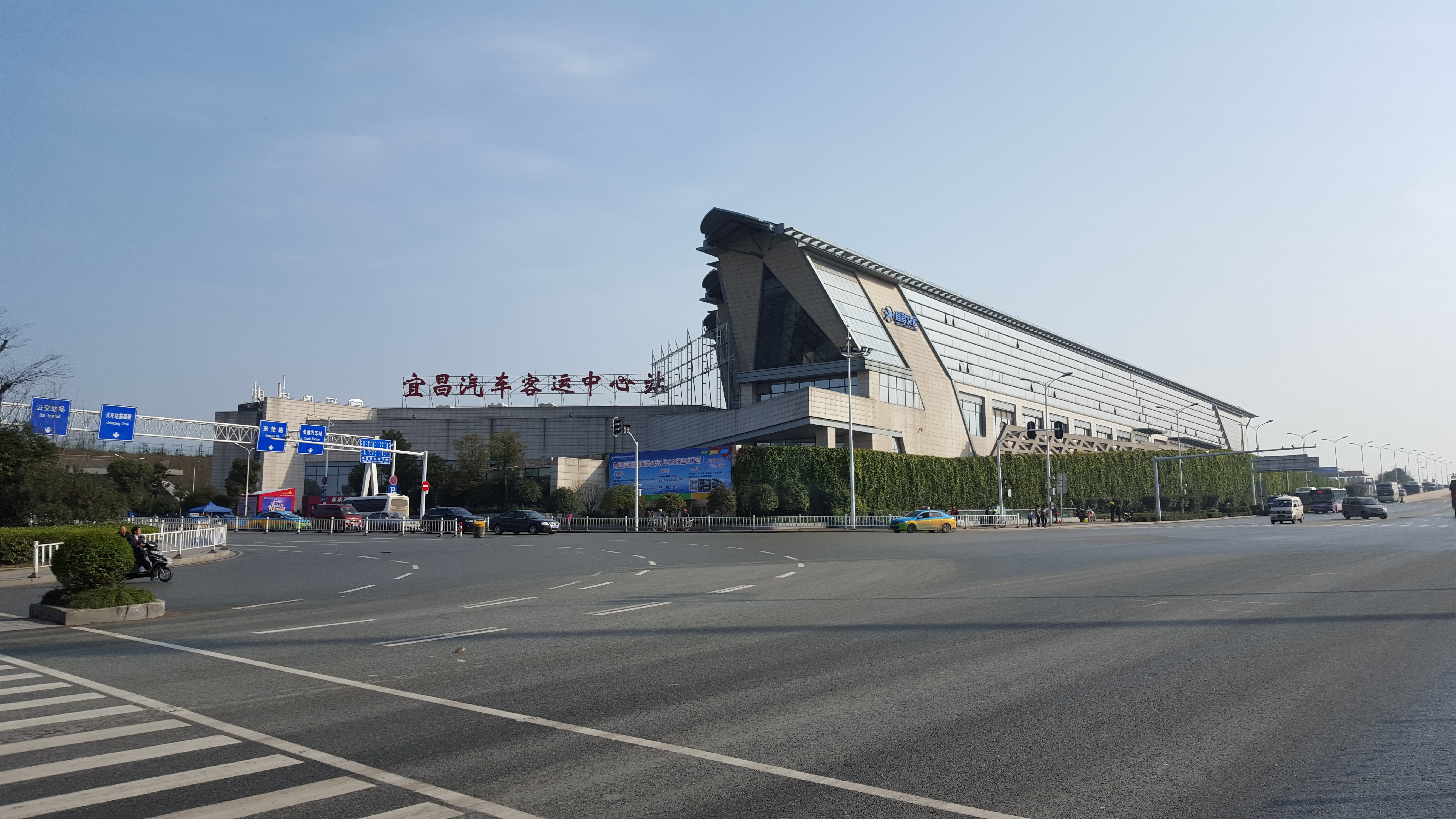

宜昌汽车客运中心站位于湖北省宜昌市伍家岗区伍家乡共强村，紧邻宜昌东站，隶属宜昌交运集团，投资2亿元建成，建成于2012年7月1日。占地面积86.45亩，站务楼占地面积51455.72平方米，高五层，是目前宜昌市运输能力最强、换乘最方便的汽车客运站。宜昌汽车客运中心站与宜昌东站构成了宜昌综合运输枢纽的东区。宜昌汽车客运中心站承担宜昌东方向和南方向的中长途旅客发送任务，以跨省、跨地市客运线路为主。

## “棺材”造型
宜昌汽车客运中心站裙楼造型因为形似三座棺材而被过往旅客和司机吐槽。